# خلیل بخشی‌آذر
سپهبد خلیل بخشی آذر رئیس اداره پنجم ستاد بزرگ ارتشتاران (اداره مستشاری) و سپهبد نیروی زمینی بود. او از امضا کنندگان اعلامیه بی‌طرفی ارتش در ۲۲ بهمن ۱۳۵۷ بود.
او پس از انقلاب ابتدا به دو سال حبس محکوم شد و سپس به دلیل بیماری کلیوی پس از ده ماه مورد عفو قرار گرفت. بعد از دو سال از انقلاب او مجدداً دستگیر و سپس به اعدام محکوم شد. همچنین خانه وی نیز مصادره به نفع دولت ضبط گردید.